# Медведск
Медве́дск — деревня в Назаровском районе Красноярского края России. Входит в состав Степновского сельсовета.

## История
Населенный пункт дважды менял название. До 1812 года деревня Изынжулька, с 1812 по 1916 - с. НИКОЛАЕВСКОЕ. С 1924 по 1964 годы - административный центр Медведского сельсовета, который позже был переименован в СТЕПНОВСКИЙ.В ночь на 2 февраля 1900 года, через село проезжали
В.И ЛЕНИН и Н.К КРУПСКАЯ и остановились на ночлег.

## Расположение
Деревня Медведск расположена на реке Изынджуль (правый приток реки Сереж) примерно в 6 км к востоку от административного центра сельсовета посёлка Степной и в 42 км к югу от районного центра Назарово.

## Население
| 2010 |
| ---- |
| 502  |

Гендерный состав
По данным Всероссийской переписи населения 2010 года 254 мужчины и 248 женщин из 502 чел.